# Brechivelia
Brechivelia is een geslacht van wantsen uit de familie beeklopers (Veliidae). Het geslacht werd voor het eerst wetenschappelijk beschreven door D. Polhemus & J. Polhemus in 1994.

## Soorten
Het genus bevat de volgende soort:

- Brechivelia tufi D. Polhemus & J. Polhemus, 1994